# Molly Malone

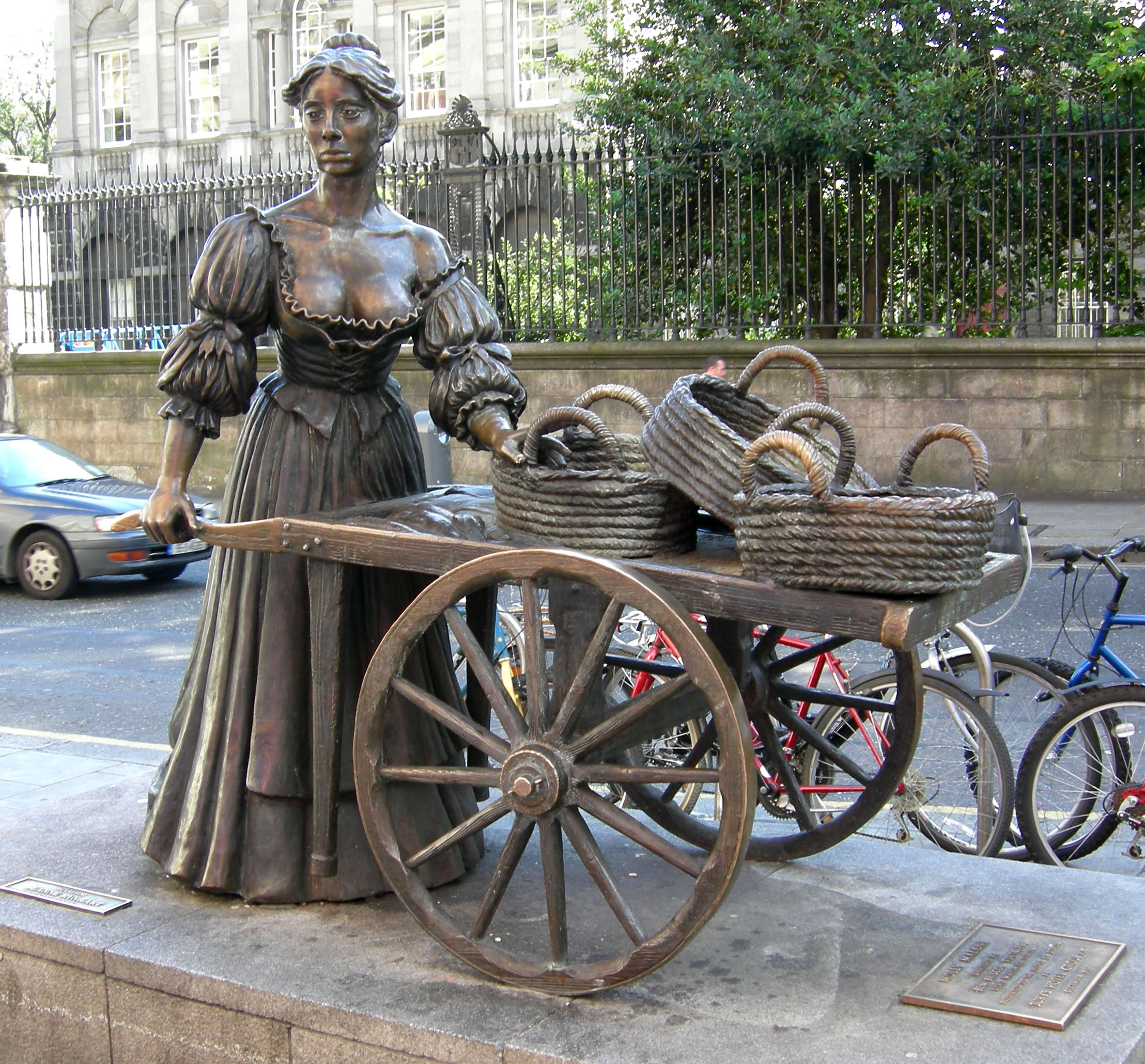
Statue an ihrem ursprünglichen Standort in der Grafton Street

Molly Malone, auch bekannt unter dem Titel Cockles and Mussels („Herzmuscheln und Miesmuscheln“), ist ein bekanntes irisches Volkslied und eine inoffizielle Hymne der Stadt Dublin. Die Ballade erzählt die Geschichte einer schönen Dubliner Fischhändlerin, die in jungen Jahren an nicht näher bestimmtem Fieber stirbt.

## Geschichte
Das Lied wurde von James Yorkston (aus Edinburgh) gegen 1883 geschrieben. Es erschien zum ersten Mal 1883 in Cambridge, Massachusetts, und ein Jahr später in London (von Francis Brothers and Day, 1884, London).
Bekannt wurde die Ballade auch in Deutschland in der von den Dubliners gesungenen Version. Auch Sinéad O’Connor und andere Künstler lieferten Interpretationen. Das Lied wurde auch in der Stanley-Kubrick-Verfilmung von A Clockwork Orange verwendet: In einer der Schlüsselszenen singt ein betrunkener Landstreicher das Lied.

## Denkmal
Ein Denkmal, das Molly Malone zu Ehren in Dublin an der Ecke Grafton Street/Suffolk Street errichtet wurde, ist eines der Wahrzeichen der Stadt. Die Statue wurde von Jeanne Rynhart erschaffen und 1987, passend zur 1000-Jahr-Feier Dublins im Jahr 1988, aufgestellt. Die Darstellung wird von den Dublinern gerne scherzhaft als „Tart with the cart“ („Zuckerpuppe mit dem Karren“), „Dish with the fish“ („scharfe Braut mit dem Fisch“) oder „Dolly with the trolley“ („die Puppe mit der Karre“) bezeichnet.
Im Zuge der Bauarbeiten der Straßenbahnlinie LuasBX befand sich das Denkmal bis Ende August 2014 in der Aufarbeitung. Anschließend wurde es nördlich seines ursprünglichen Platzes vor der ehemaligen St. Andrew’s Church an der Ecke St. Andrew’s Street/Suffolk Street aufgestellt.
Im Jahr 2025 wurde entschieden, die Statue restaurieren zu lassen. Außerdem hatte sich eine Initiative gebildet, die das Berühren oder sogar Küssen der Brüste unangemessen und als „frauenfeindliche Tradition“ empfand, die „diesen Nationalschatz auf einen Körperbereich reduziert“. Der Dubliner Stadtrat beschloss, dass die Abnutzungen und Beschädigungen, die durch das jahrelange Berühren besonders im Brustbereich entstanden sind, entfernt werden. Eventuell soll die Statue auf einen Sockel gestellt werden und versuchsweise Sicherheitskräfte eingesetzt werden, um das respektlose Verhalten zu erschweren.